# Односи Републике Српске и Румуније
Односи Републике Српске и Румуније представљају спољне односе једног од два ентитета у Босни и Херцеговини, Републике Српске и Румуније, независне државе у југоисточној, дјелимично у средњој Европи. Република Српска и Румунија немају успостављена дипломатска, конзуларна или привредна представништва.

## Политички историјат
Република Српска је настала 9. јануара 1992. године као Република српског народа Босне и Херцеговине одлуком Скупштине српског народа у Босни и Херцеговини. Општим оквирним споразумом за мир у Босни и Херцеговини из 1995. године постала је међународно призната као ентитет Босне и Херцеговине.
Модерна Румунија је настала као персонална унија уједињењем кнежевина Молдавије и Влашке за вријеме кнеза Александра Јоан Кузе 1859. После Берлинског конгреса 1878. добила је независност од Османског царства. После Првог свјетског рата Трансилванија, Буковина и Бесарабија су се ујединиле са Румунијом. После Другог светског рата, делове Румуније (што грубо одговарају данашњој Републици Молдавији) је окупирао Совјетски Савез, а Румунија је постала социјалистичка република и чланица Варшавског пакта. После револуције 1989. Румунија је постала парламентарна република. Румунија је члан Европске уније и НАТО савеза.

## Историјат односа
Република Српска и Румунија, у највећој мјери започињу своје међудржавне односе након службене посјете представника румунског округа Прахово највећем граду Републике Српске, Бања Луци током мјесеца септембра 2013. године. Предсједник Подручне привредне коморе Бањалука Горан Рачић и предсједник Привредне коморе румунског округа Прахово Аурелијан Гугулеску потписали су тада у Бањалуци споразум о сарадњи, са циљем повећања трговинске размјене између двије регије, бањолучке у Републици Српској и округа Прахово у Румунији. Амбасадор Румуније у БиХ Филип Теодореску истакао је тада да је потписивање овог споразум први корак у успостављању боље сарадње, не само двије регије, већ и Републике Српске са Румунијом. У посјету општини Прњавор у марту 2014. године боравила је делегација из Румуније, предвођена амбасадором Босне и Херцеговине у Букурешту, Милетом Васићем, представницима округа Дамбовица, регионалне Привредне коморе, Универзитета Валахија, те града Трговиште. Наставак привредне сарадње између Републике Српске и Румуније настављена је и током 2018. године, када је делегација из румунског округа Дамбовица коју чине представници Универзитета Валахија округа Дамбовица и града Трговиште и привредне коморе на челу са амбасадором БиХ у Румунији Милетом Васићем.
Поред привредне и економске сарадње, Република Српска и Румунија остварују и сарадњу у пољу медија, културе и образовања. Први кораци у остваривању сарадње између, медија Српске и Румуније остварен је током мјесеца марта 2019. године, када су делегација представника румунских предузећа, коју предводи Аурелиан Гогулеску, предсједник Привредне коморе Прахова из Румуније, посјетила је редакције Независних новина и Гласа Српске, гдје се упознала са начином рада ове двије медијске куће. Сарадња у пољу образовања остварује се међуниверзитетском размјеном и потписивањем разних врста споразума. Вршилац дужности ректора Универзитета у Источном Сарајеву проф. др Стево Пашалић и ректор Универзитета Валахиа из Тарговишта у Румунији проф. др Калин Орош, потписали су у Бијељини током 2019. споразум о сарадњи два универзитета. Међууниверзитетски споразум подразумијева размјену студената, мобилност академског особља, заједнички истраживачки рад и размјену искустава када је ријеч о високом образовању. Потписани споразум представља наставак и проширење успјешне сарадње коју Универзитет у Источном Сарајеву годинама уназад има са универзитетима из Румуније.
Од службених посјета делегација Републике Српске, Румунији посебно је значајна посјета делегације Републике Српске Румунији. Делегација Републике Српске, у којој су били Златан Клокић, министар за економске односе и регионалну сарадњу Републике Српске, Младен Бранковић, помоћник министра и Млађен Цицовић, директор Представништва Републике Српске у Србији, присуствовала је, у суботу, 16. априла 2016, годишњој скупштини Савеза Срба у Румунији. Одлични односи са српском дијаспором у Румунији и сарадња Савеза Срба у Румунији са Републиком Српском плод су иницијатива и сарадње Савеза Срба у Румунији и Представништва Републике Српске у Србији, као и паралелног и заједничког рада на очувању српске народне традиције, језика и писма, вјере и обичаја.

## Поређење
|                 | Република Српска                                                                                                  | Румунија                |
| --------------- | --- | ----------------------- |
| Становништво    | 1.170.342 (2013)                                                                                                  | 19.511.000 (2015)       |
| Површина        | 25.053 km | 238.391 km              |
| Главни град     | Бања Лука (де факто) — 135.059 (180.053 шире подручје) Источно Сарајево (Сарајево де јуре) — 59.916 шире подручје | Букурешт — 1.628.426    |
| Облик владавине | Парламентарна република                                                                                           | Парламентарна република |
| Званични језик  | Језик српског народа, језик бошњачког народа и језик хрватског народа                                             | Румунски                |